# Aulonemia chimantaensis
Aulonemia chimantaensis är en gräsart som beskrevs av Emmet J. Judziewicz och Gerrit Davidse. Aulonemia chimantaensis ingår i släktet Aulonemia och familjen gräs.
Artens utbredningsområde är Venezuela. Inga underarter finns listade i Catalogue of Life.